# Derzsy-féle betegség
A Derzsy-féle betegség (Derzsy’s disease) a házi lúd (Anser anser domestica) és a mósuszkacsa (Cairina moschata) lúd-parvovírus (geese parvovirus – GPV) által okozott állatbetegsége, mely hatalmas gazdasági károkat tud okozni a madárállományokban. A vírus, a Parvoviridae család, a Dependovirus genuszába tartozik. A betegséget Derzsy Domokos állatorvos-mikrobiológus írta le. A házi ludat és a mósuszkacsát fertőző vírusok között vannak antigén- és genetikai különbségek, de a betegség megjelenése azonos, és mindkét vírus mindkét fajt érintheti, bár az érzékenység eltérő.

## Terjedése
Széles körben elterjedt Ázsiában, Európában, Oroszországban és az Egyesült Királyságban, de Kaliforniában is jelen van. Elsősorban libák és mosuszkacsák között terjed a betegség, amire 4-5 hetesnél fiatalabb állatok a legfogékonyabbak. Idősebb állat fertőződése esetén az állat tünetmentes vírusürítő. A kislibák immunizálásának hiányában az állatok az első klinikai tüneteket már egy hetes korukban is produkálják. A fertőzés széles körben elterjedt és kórokozója rendkívül ellenálló. A vírust a madarak széklettel ürítik, ami a vízen és takarmányon keresztül, szájon át jut be az egészséges egyedekbe.

## Tünetei
A fertőzés során a vírus az emésztőrendszerben, a bél nyálkahártya Lieberkühn-mirigyeibe jut be, ahol aztán a kriptasejtekben szaporodik. Amint a vírus a véráramba került, több szervben is képes lesz szaporodni, ami egyéb szervi problémákat okoz például: szívizomgyulladás, hasvízkór (ascites), vese- és májgyulladás (ezért fertőző hepatitisnek, fertőző hepato-nephritisnek vagy fertőző myocarditisnek is nevezik). Akut fertőzés során 7-10 naposnál fiatalabb madarakban akár 100%-os is lehet az elhalálozás , míg a 4-5 hetes állatokban a veszteség nem jelentős. Kezdetben étvágytalanok, súlyos polydipsia  és gyengék, orr- és szemváladékkal, valamint fejrázással járnak. A farkcsík mirigy és a szemhéjak megduzzadnak és kipirosodnak, valamint fehér, bőséges hasmenés alakul ki.

## Megelőzés és kezelés
A Derzsy-féle betegségre nem áll rendelkezésre specifikus kezelés, de antibiotikumos terápia segíthet megelőzni esetlegesen kialakuló másodlagos-, illetve felülfertőzéseket. Passzív immunizálás lehetséges hiperimmun szérummal, de költséges és időigényes, sokszor két adag szükséges.  